# Armenien i Eurovision Song Contest 2016
Armenien deltog i Eurovision Song Contest 2016 i Stockholm, Sverige. 

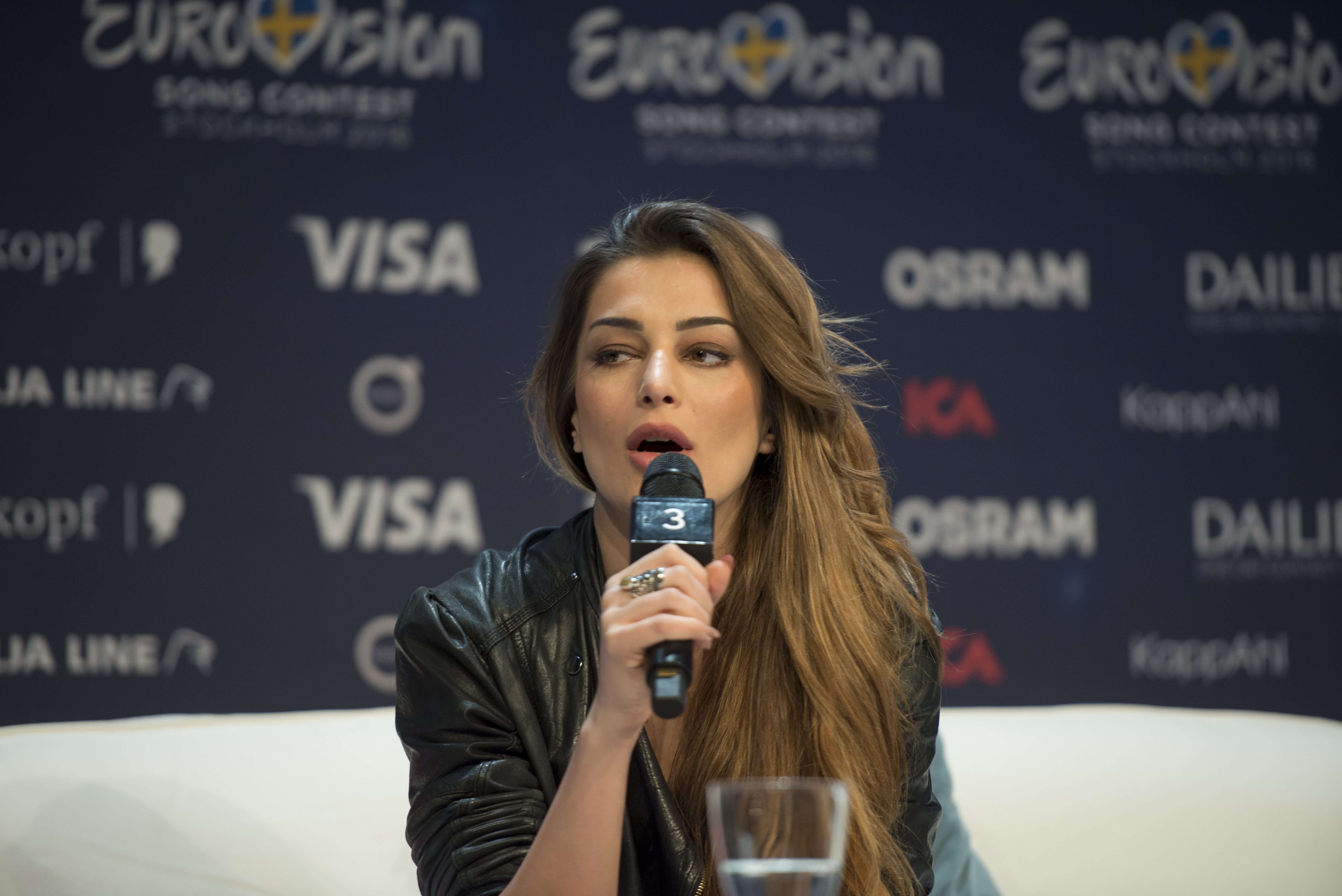
Iveta Mukuchyan under Eurovision Song Contest 2016 i Stockholm.

## Internvalet
I oktober 2015 presenterade ARMTV Iveta Mukutjian som Armeniens internt valda deltagare i Eurovision Song Contest 2016. I ett meddelande på Eurovision Song Contests officiella Youtube-kanal meddelade hon samtidigt att man sökte kompetenta låtskrivare och kompositörer till sitt tävlingsbidrag. Bidragen skickades in till ARMTV senast 13 november 2015. I mitten av februari meddelade hon att låten kommer heta "LoveWave" som presenteras 2 mars.

## Under Eurovision
Armenien deltog i den första semifinalen. De tog sig vidare till final där de slutade på en 7:e plats med 249 p.